# Ceratopipra
Ceratopipra är ett fågelsläkte i familjen manakiner inom ordningen tättingar. Släktet omfattar fem arter som förekommer i Latinamerika från sydöstra Mexiko till norra Bolivia:
- Hornmanakin (C. cornuta)
- Rödhättad manakin (C. mentalis)
- Gyllenhuvad manakin (C. erythrocephala)
- Rödhuvad manakin (C. rubrocapilla)
- Rundstjärtad manakin (C. chloromeros)